# Palaemonoidea
Palaemonoidea — велика надродина креветок, що містить приблизно 1,000 видів. Позиція родини Typhlocarididae неясна, а морфологія групи, що містить решту сім родин, добре вивчена.

## Родини
- Anchistioididae Borradaile, 1915
- Desmocarididae Borradaile, 1915
- Euryrhynchidae Holthuis, 1950
- Gnathophyllidae Dana, 1852
- Hymenoceridae Ortmann, 1890
- Kakaducarididae Bruce, 1993
- Palaemonidae Rafinesque, 1815
- Typhlocarididae Annandale & Kemp, 1913